# 台鐵10500型鋼體客車
臺鐵10500型鋼體客車，是臺灣鐵路公司莒光號所使用的一種客車車型。

## 概要

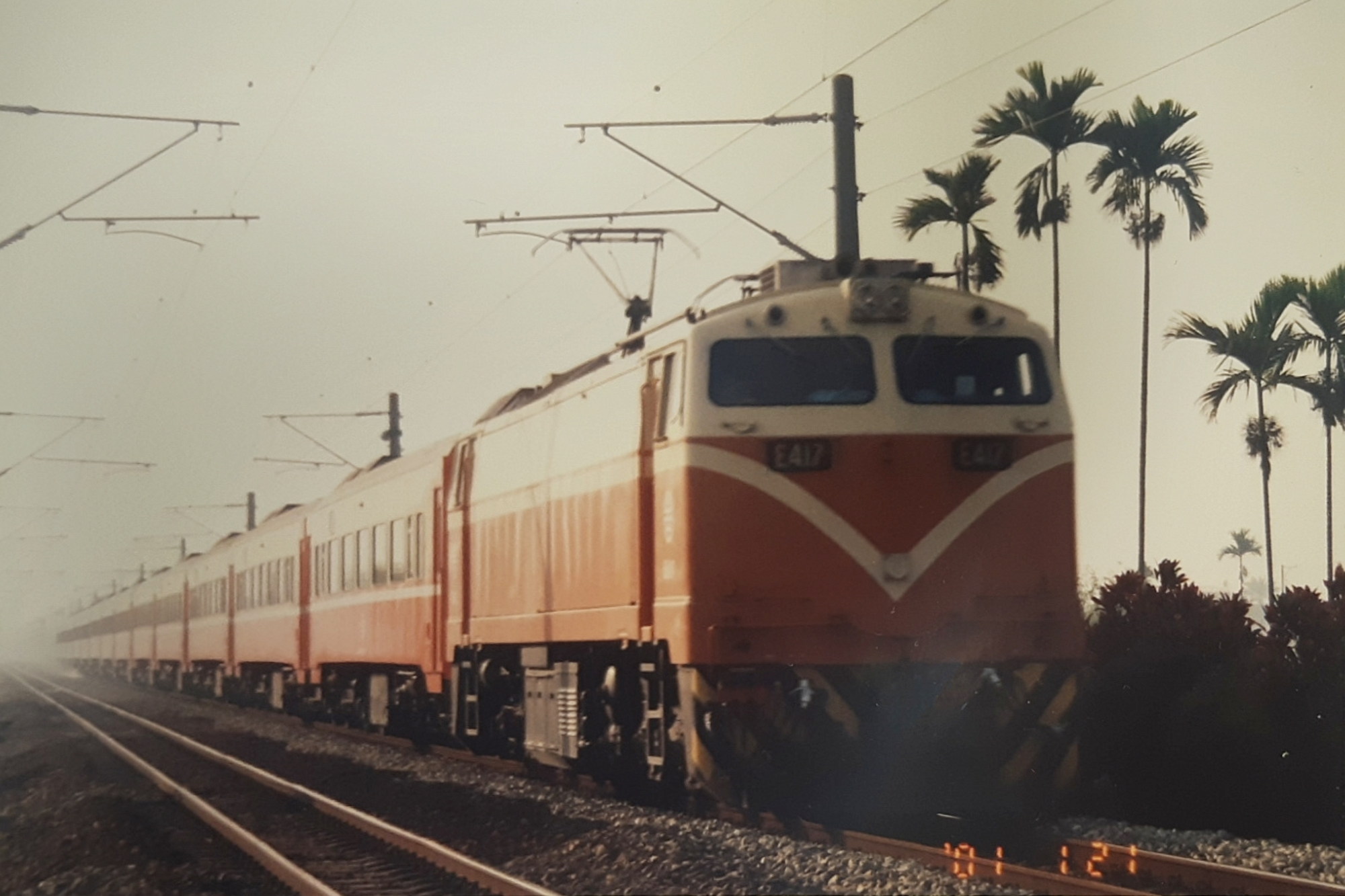
2001年春節首度以加班車行駛一般旅客列車的10500系列莒光號，13輛編組

1990年代末期，應國內鐵路旅遊風氣日漸興盛， 於是台鐵便計畫推出觀光列車以因應觀光旅客所需。於當時台鐵也計畫將車種簡化，將廢除「復興號」而保留「莒光號」與「自強號」，於是便有將復興號客車更新為莒光號客車及觀光客車的計畫。於是1999~2000年年間，台鐵遂挑選了當時的車齡較低的輕量化復興號客車，這些復興號客車為1984~1985年之間所製造的「頂製型空調機」復興號客車，包含35SPK2150、35SPK2200、35SPK20200以及35SPK21200型，委由唐榮鐵工廠改造為新型莒光號與觀光客車使用。這批由復興號改造而來的莒光號，台鐵則以10500型命名。因這批車廂均為復興號車廂改造，改造後的車廂未立刻用於增開定期旅客列車改善運能不足問題，而先行用於不定期行駛的觀光列車，於正式加入定期列車營運前遭受批評。
2001年春節期間，10500系列車廂首度以加班車姿態行駛一般旅客列車。2月12日，正式加入定期列車營運，行駛12次、18次、27次及37次莒光號。其中12次與37次是由102次與117次復興號改駛，停靠站與時刻照原。
車型區分 : 
- 35FPK10500型：一般型客車，設有車長閥及手軔機設備 ( 35FPK10503、10504設有簡易型車長室及哺集乳室 )。座位 : 52位，車輛皮重 : 32.53公噸
- 35FPK11500型：無障礙客車，設有車長室、哺集乳室、車長閥、手軔機及無障礙設備的客車。座位 : 36位，車輛皮重 : 32.8公噸

## 車輛設計

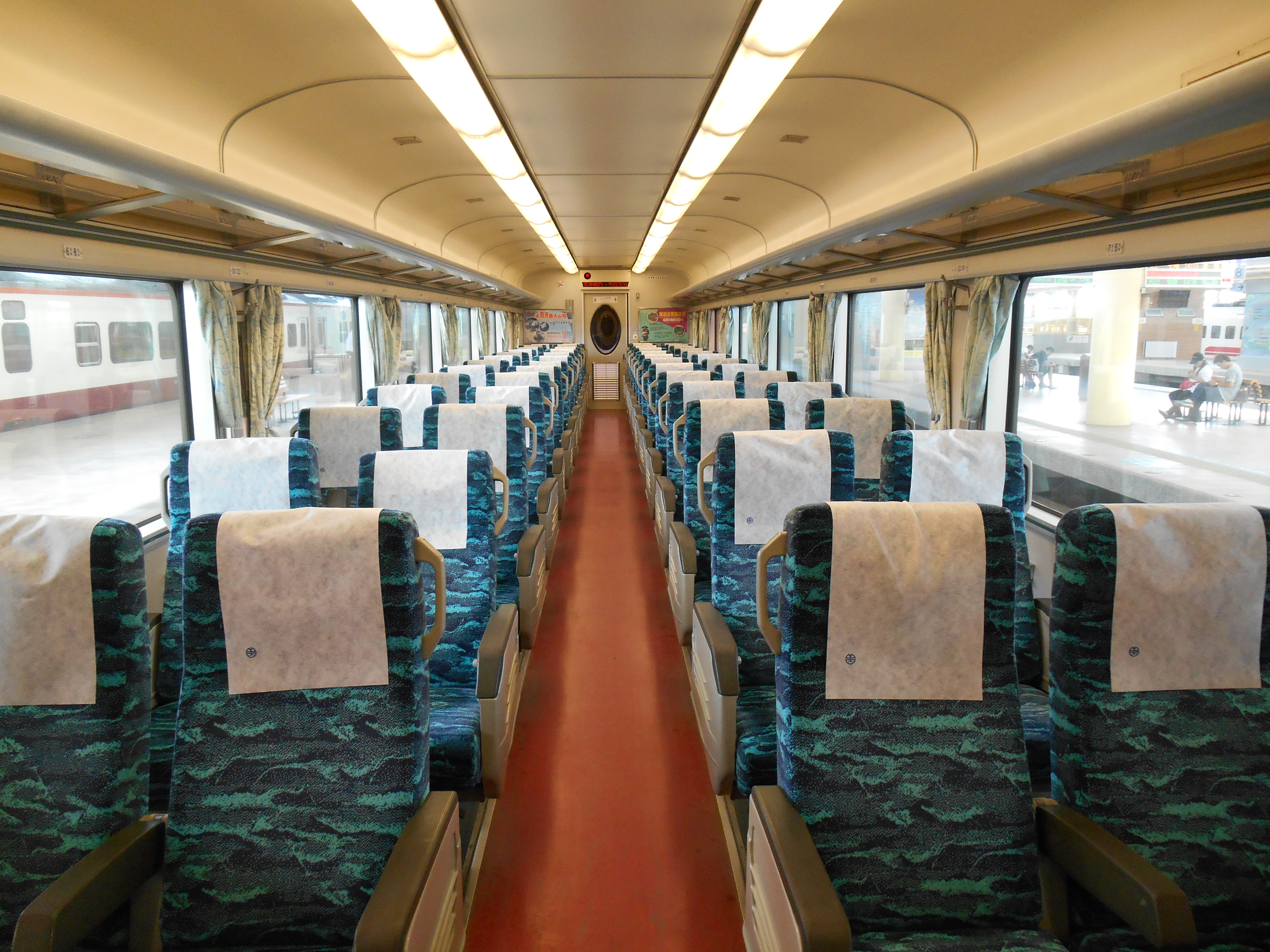
35FPK10500型內裝

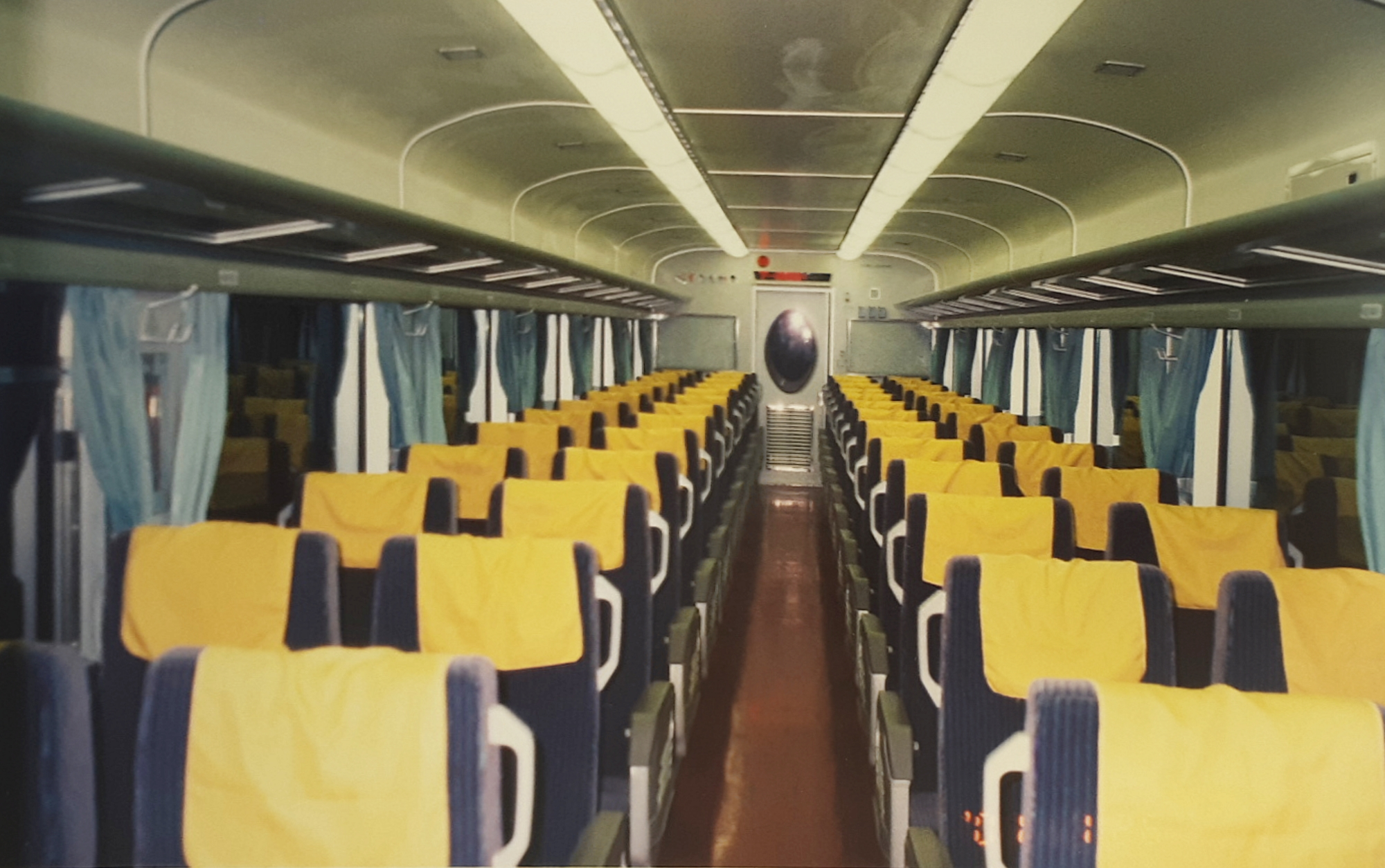
2001年甫上路時的35FPK10500型內裝

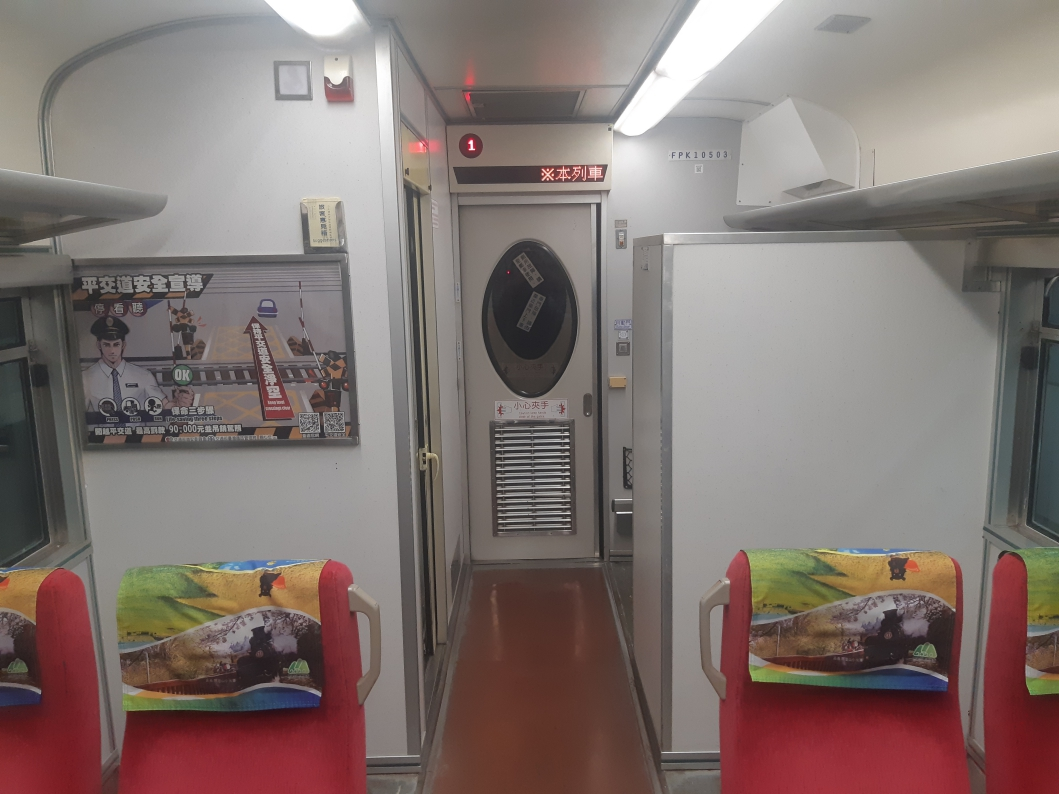
加裝哺乳室及簡易車長室的35FPK10503號

10500型客車的設計基本上與10400型相同，除沿用自動聯控上下車門外，其車側也採用動態三色式的LED終點顯示器 ，與10400型早年所採用的單色LED樣式不同；車頂空調機則配合車內空調風道設計，設置於車頂兩端，與10400型設置於偏向車體中央的方式稍有不同。 另外，本型車在緊急通風窗採用褐色玻璃，並且於車體端部的前後通道門採用橢圓形車窗等，都使得10500型與10400型在外觀上有所不同。在內裝設計上，本型車採用灰色美耐板之潢板為主，壓條並以綠色橡膠作為裝飾，在走道上則鋪上塑膠地板， 並且使用與推拉式自強號客車（PPT2000型）類似的坐臥兩用椅，以及採用的茶褐色玻璃行李架，搭配前後兩具的LED資訊顯示器，以及使用觸摸式開關的自動通道門等，都讓該系客車PP自強號客車相當類似；但10500型為復興號客車所改造而來，部分座椅並非正對車窗，為美中不足之處。

## 規格與構造

### 轉向架設計
本型車絕大多數車輛仍採用35SPK2200、20200型改造後所裝用的TR-52、TR-54型空氣彈簧轉向架；10500型客車中的唯一例外為35FPK10535號裝用TR-50型改造型轉向架，此轉向架的特徵為軔機構造改用與TR-53型轉向架相同的雙抱式軔機機構，其軔塊規格則與TR-53、51型共通。

### 軔機設備
所有的10500型客車均採用ES型空氣軔機，為E控制閥搭配單元式軔缸，因此車下不裝設基礎軔機。由於本型車是由35SPK2200、20200型客車所改造，因兩型客車原始的車下設備即有差異，因此大致可區分為兩種樣式，其中閥類採用Knorr-Bremse製造的集中控制面板者為35SPK2200型所改造之車輛 ；氣軔控制閥類分散於車下者則改造自35SPK20200型客車。

### 廣播系統
配屬高雄機務段的使用正常版本，配屬七堵機務段的使用娃娃音版本，兩者內容大致上相同，皆有到站廣播及下一站提示廣播。

## 運用區域
其中515 526 666 667及副掛兩鐵車廂皆為錯誤資訊

## 再次改造
2005年，當時因商務車廂的數量不多，因此臺鐵委託唐榮鐵工廠，將10500系的35FPK10545～35FPK10551七輛改造為商務車廂。改造後形式變更為35BCK10700型。
2012年，因觀光需求大增，故挑選35FPK10507、35FPK10538兩輛改造為餐車，改造後形式編入35DC10500型，並將車號變更為為35DC10507與35DC10508。
2015年，因應仲夏寶島號開行，原配屬高雄機務段電源行李車45PBK10503轉配屬花蓮機務段，並改為藍底白線塗裝。
2017年初，復興號車廂40SPK21003及40SPK21012號因車體狀況不佳決定報廢，該兩節車廂於辦理報廢手續前先送至大湖車站旁的煜翔機械將車上哺乳室設備卸除，並轉移35FPK10503、35FPK10504上繼續使用。
2018年，因商務客車內裝老舊及車頂漏水問題嚴重，因此台鐵將商務車BCK10600、BCK10700型、餐車DC10500型與客廳車PC10500型共29輛交由台灣車輛改造，將座椅全數更新並將車頂重造。
2019年8月，為升級商務車廂之內裝，故將35BCK10601～10602、10607～10609、10701、10705、10707商務客車；DC10501、10506速簡餐車；35PC10500型客廳車等13輛車迴送至台灣車輛再次改造，並將塗裝變更為鳴日夕景塗裝。
2020年7月，因應鳴日夕景車廂增備，故將35FPK10512、35FPK10537、35FPK10539交由台灣車輛，改造為用餐車與備餐車使用。
2022年5月，原配屬高雄機務段電源行李車45PBK10502轉配屬花蓮機務段，並改為黑底白線塗裝，作為蒸汽機車專用電源車使用。

## 無階化改造
- 改造廠: 煜翔機械[1]
- 有以下重點改造:
  - 上下台門台階填平並設置突緣及受影響區域之車廂地板鋼體補強、鋪層更新，以及標示、標記與標語重新設置。
  - 上、下台門通行淨高度至少1,850mm條件下，不足高度之門匡將切割修改。
  - 上下台門之門機系統更新，包括將原本的警告音效改造成如同EMU500無階化車組的警告音效，將原氣動門改造成電動門，乘客上、下台門扶手更新，以及相關警告、禁制之標示、標記及標語製作與張貼（與推拉式自強號相同）。
  - 車輛聯結處裝設防止人員自月台處墜落軌道之車間防墜落裝置。
  - 增設車門內外緊急開關門旋鈕
  - 上下台門鑰匙開關供應及更換作業。
  - FPK11500型無障礙車與FPK10503、10504車外新增「車門開啟、車門關閉」顯示器（與EMU700無階化後相同）
  - 已全數改造完畢(含BCK10600/10700商務車、DC10500餐車、PC10500客廳車)

## 圖片集

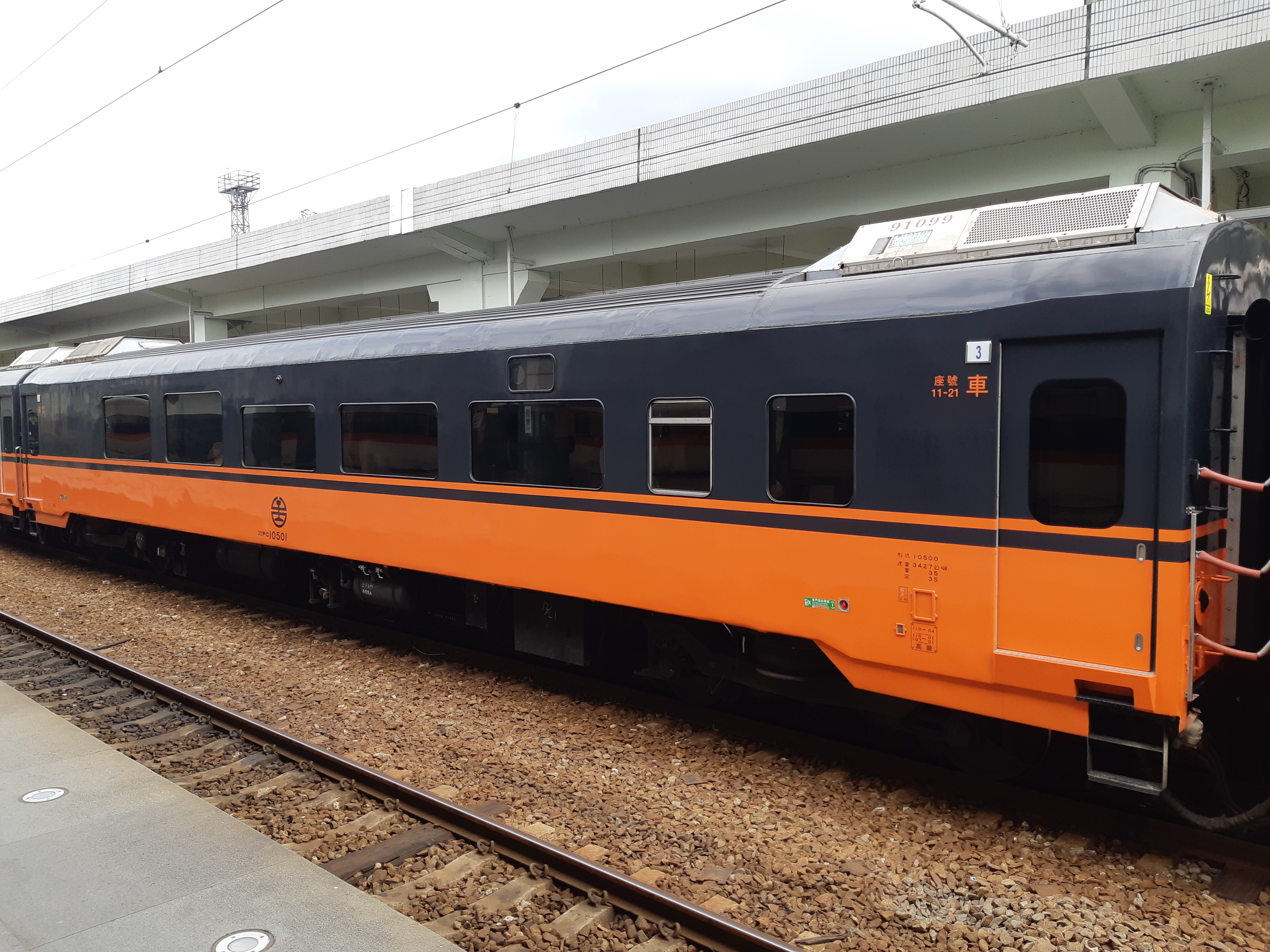
35FPK10500型一般客車
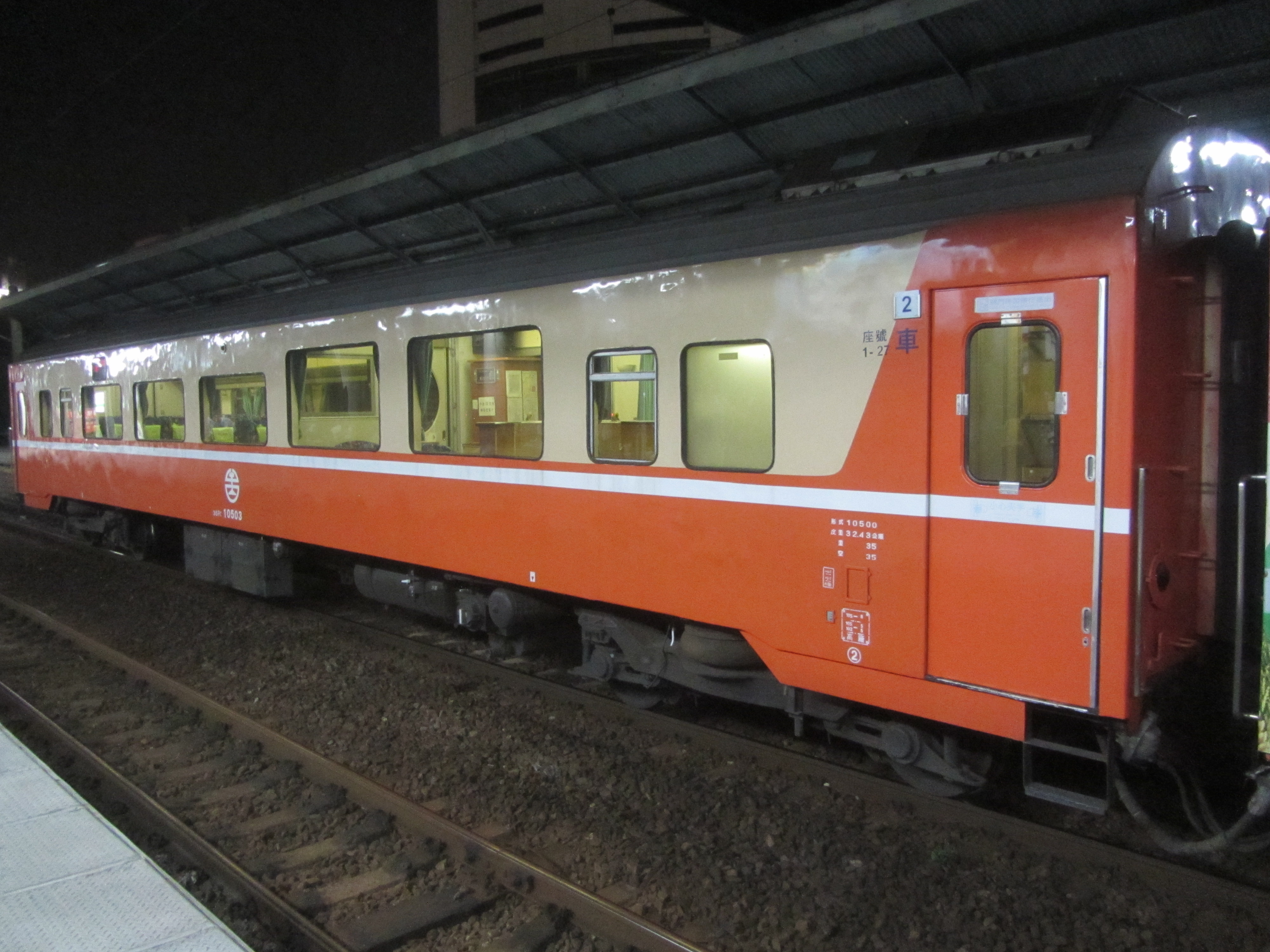
35PC10503號

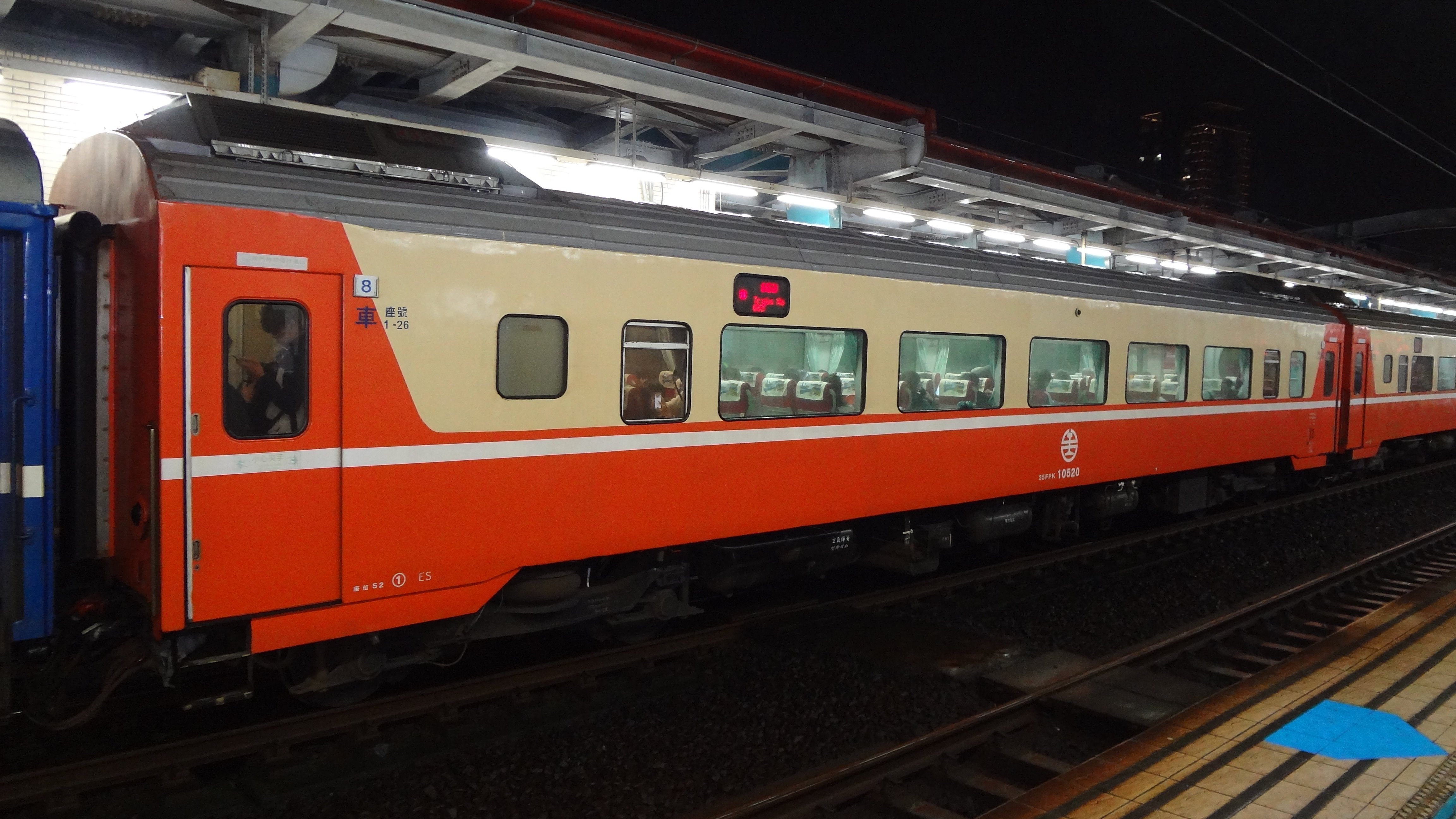
FPK10520號
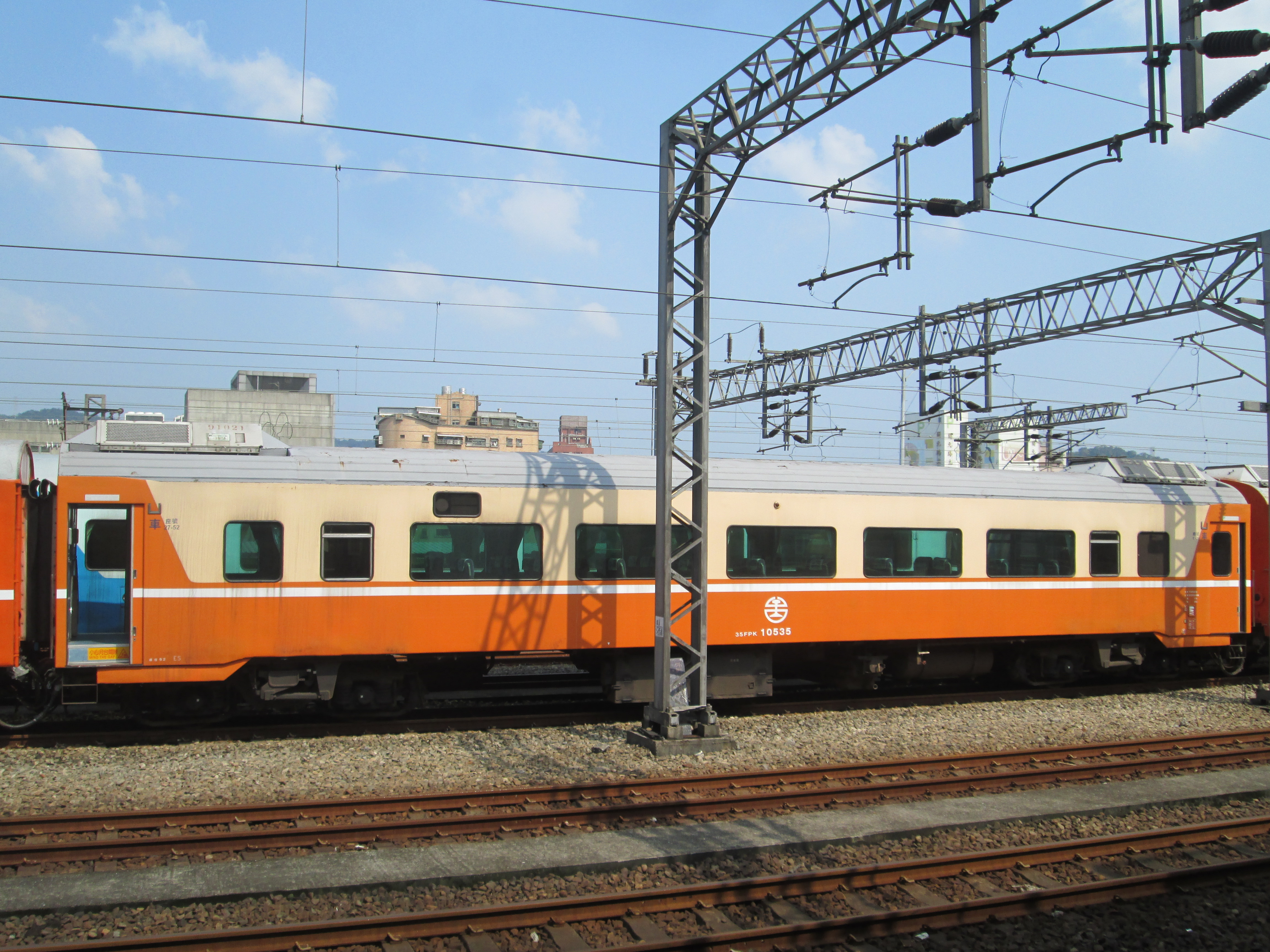
35FPK10535號(此車裝用TR-50型轉向架)
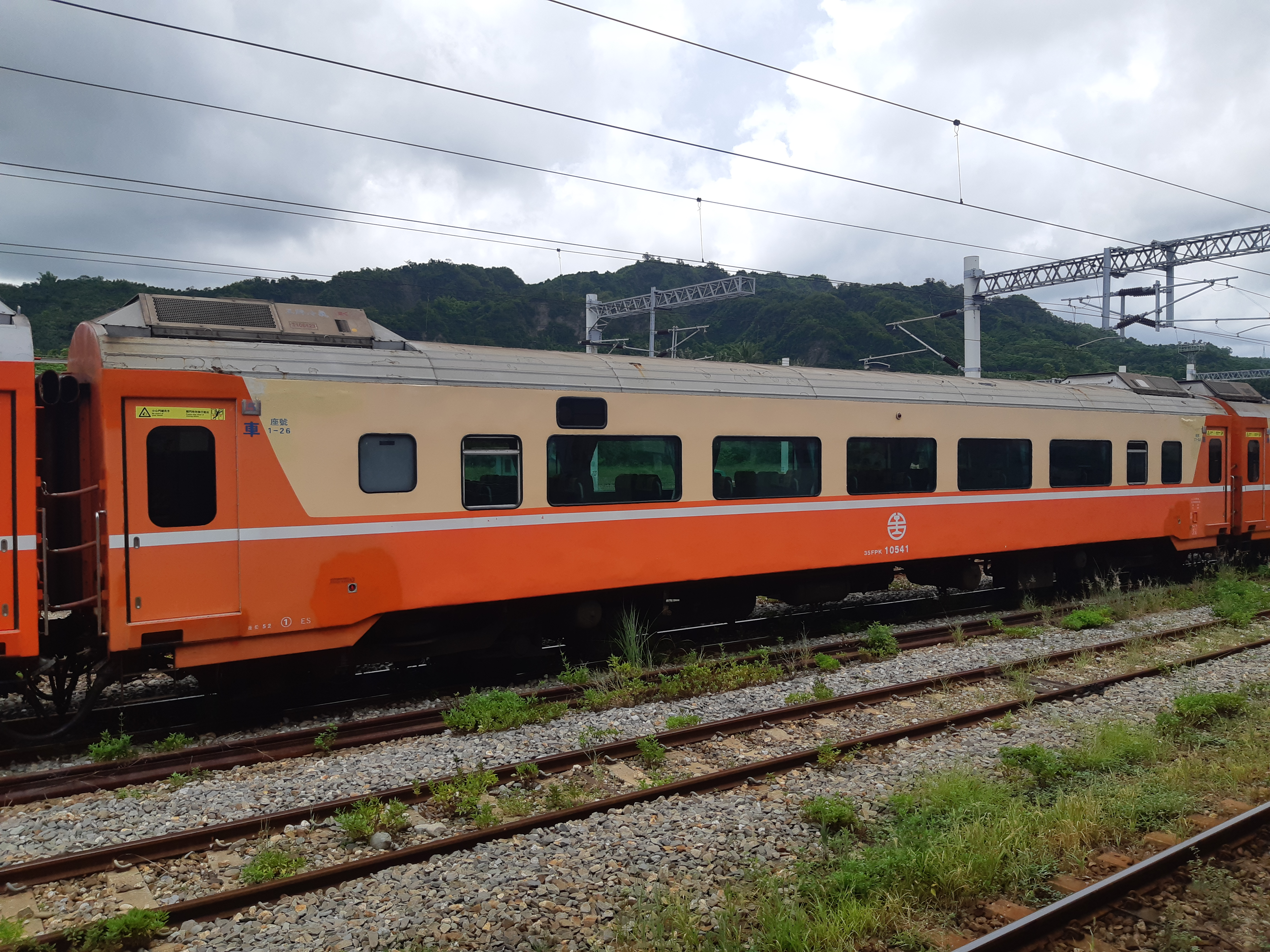
35FPK10541號

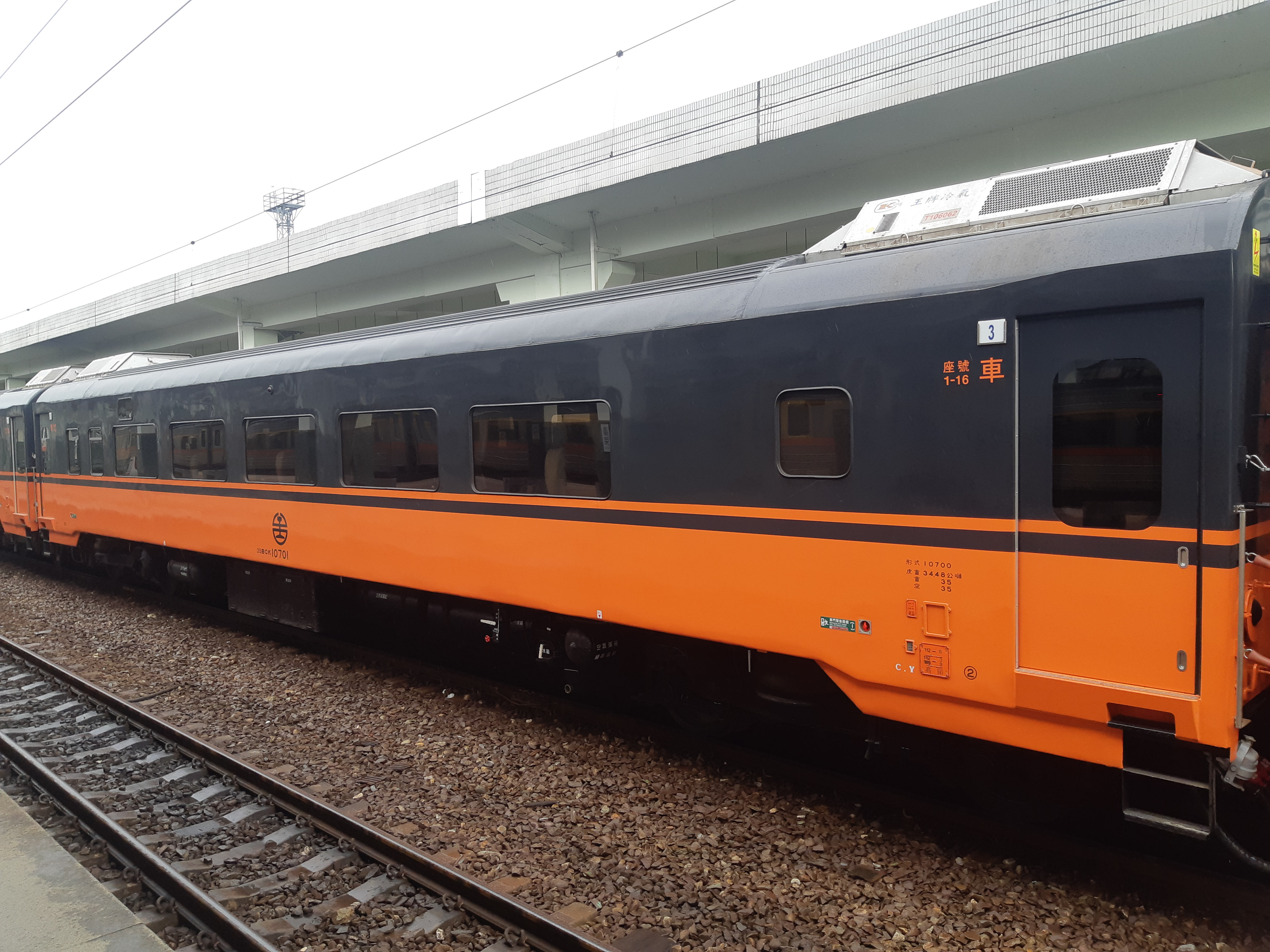
35FPK11500型附車長室及身障專用座位客車
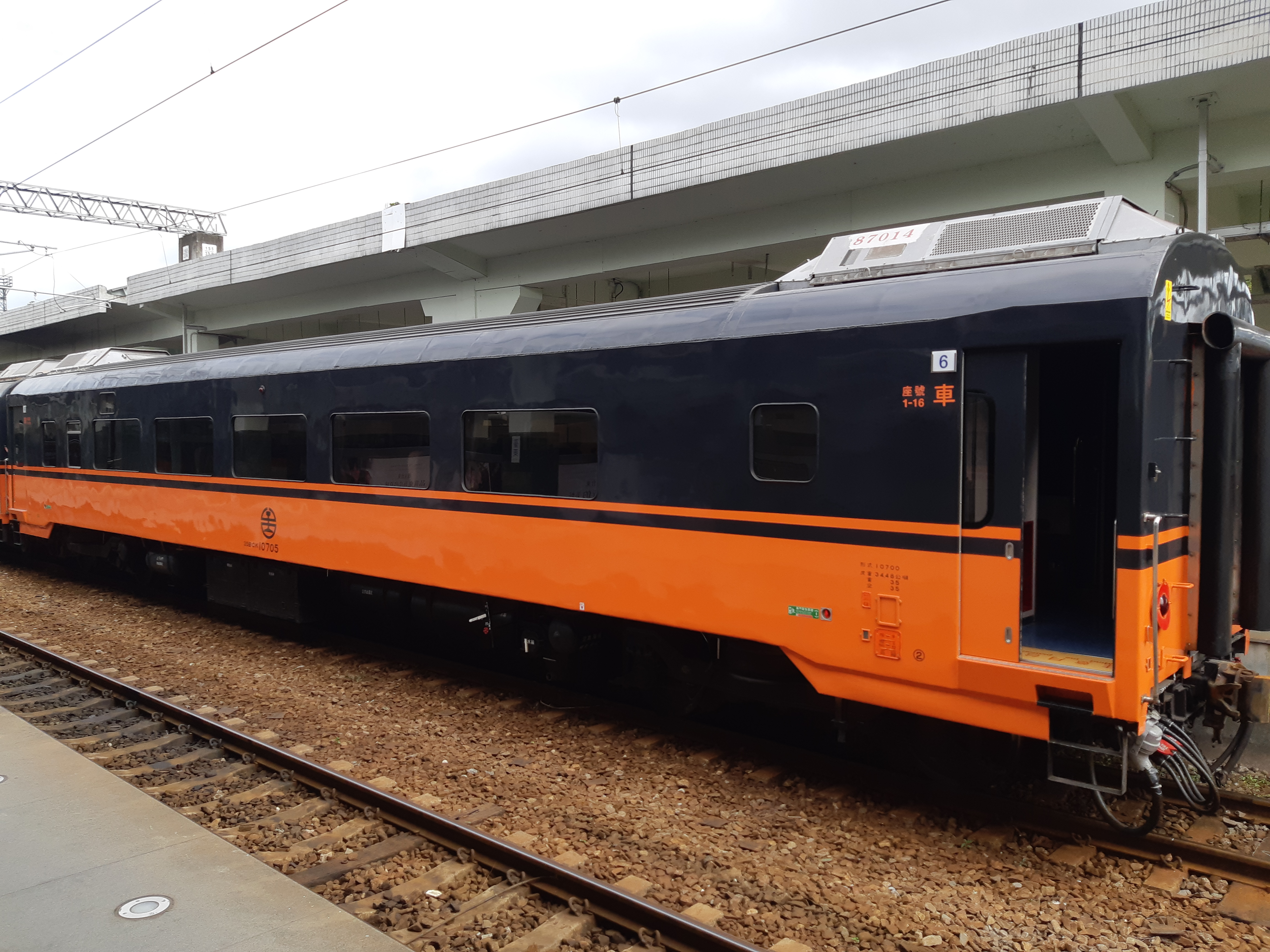
35BCK10705號
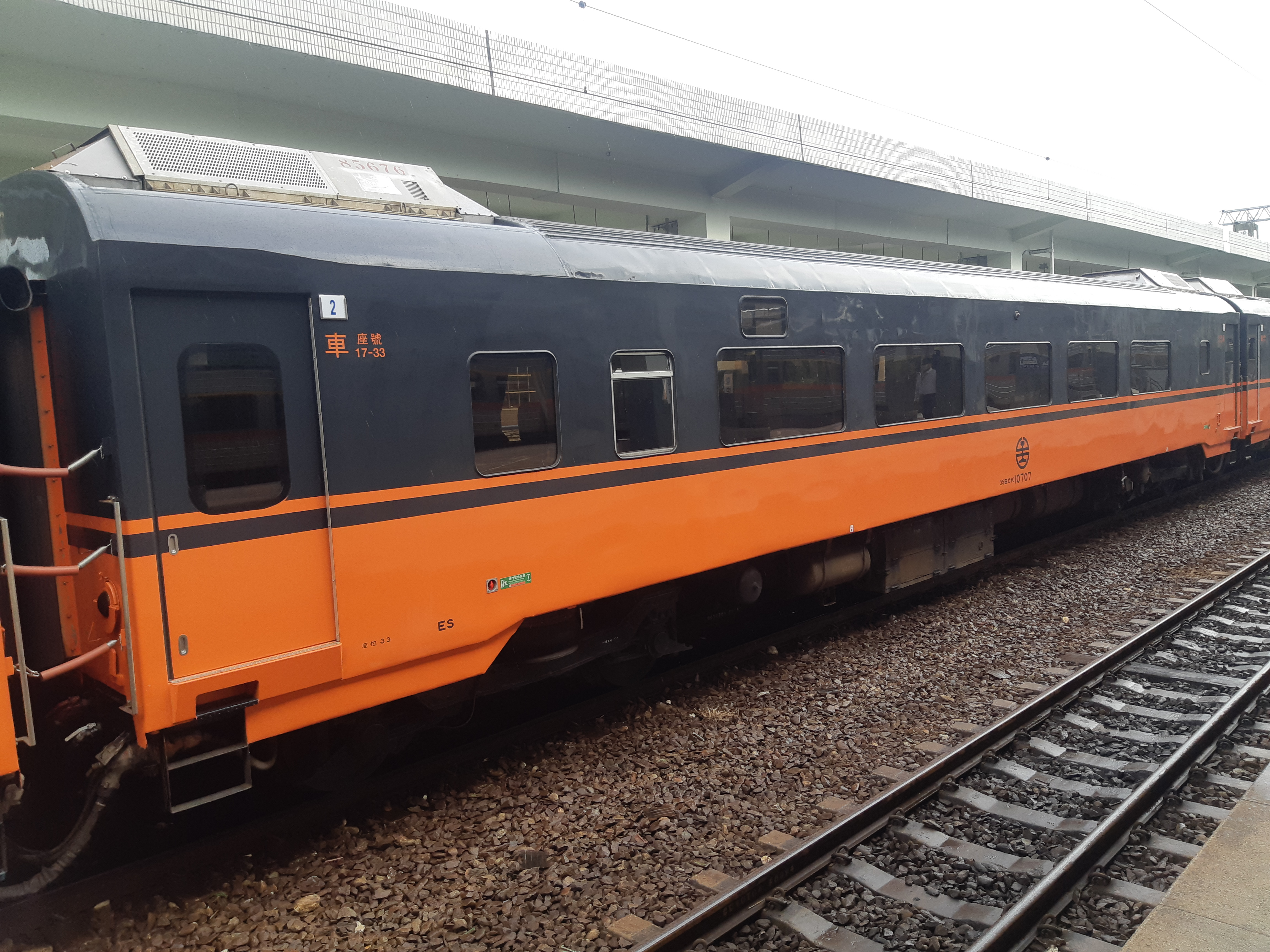
35BCK10707號

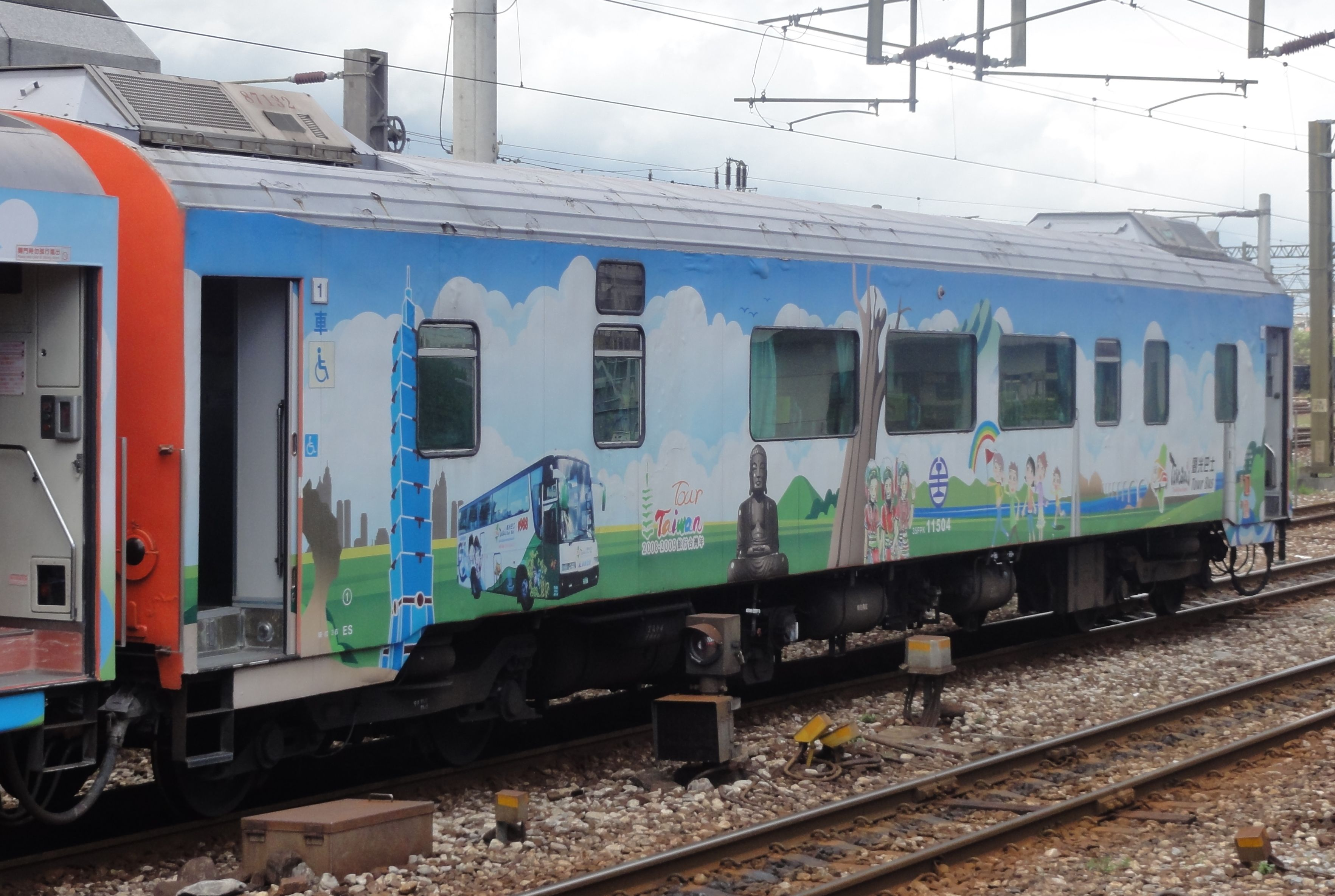
35FPK11504號
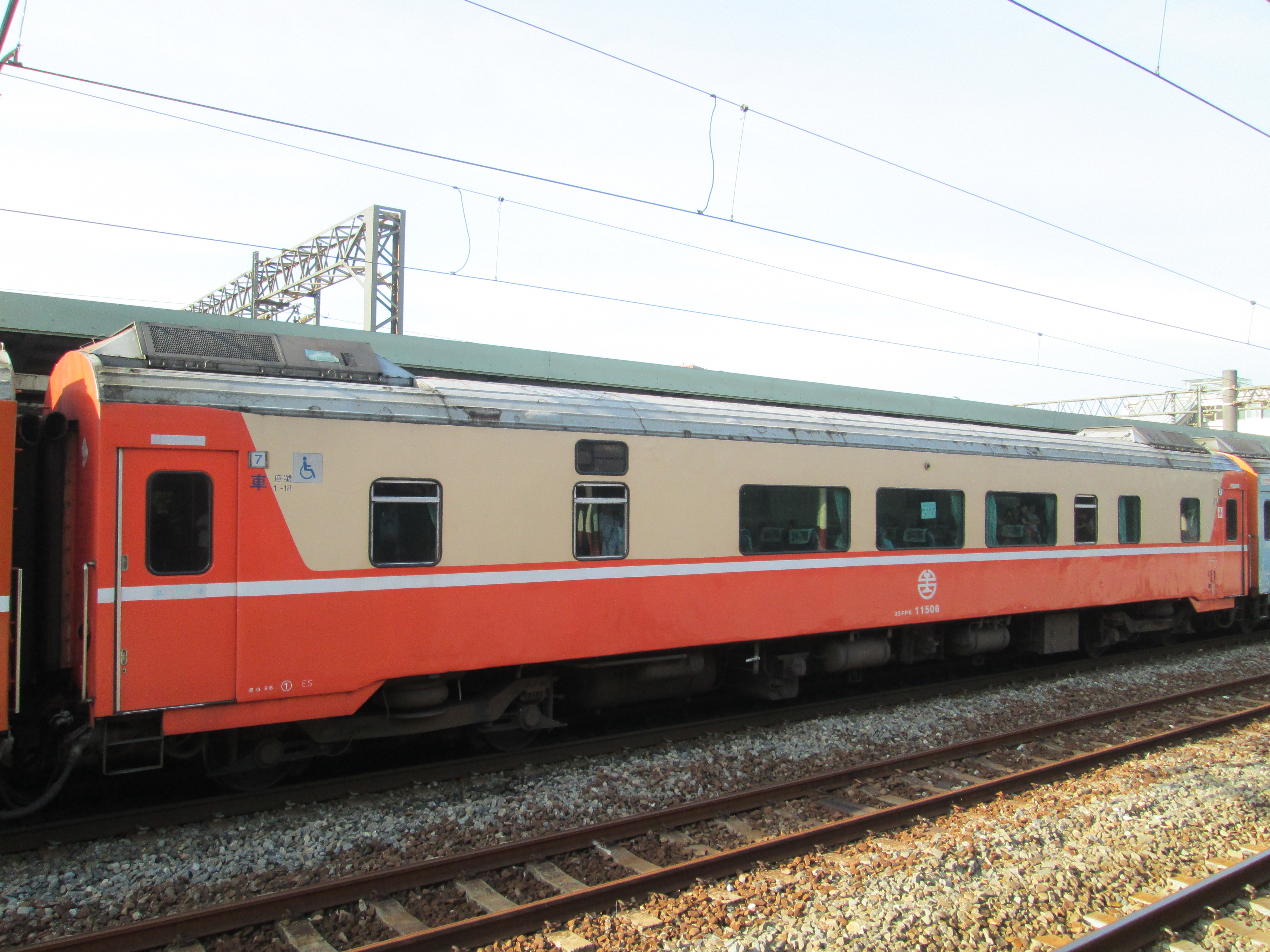
35FPK11506號

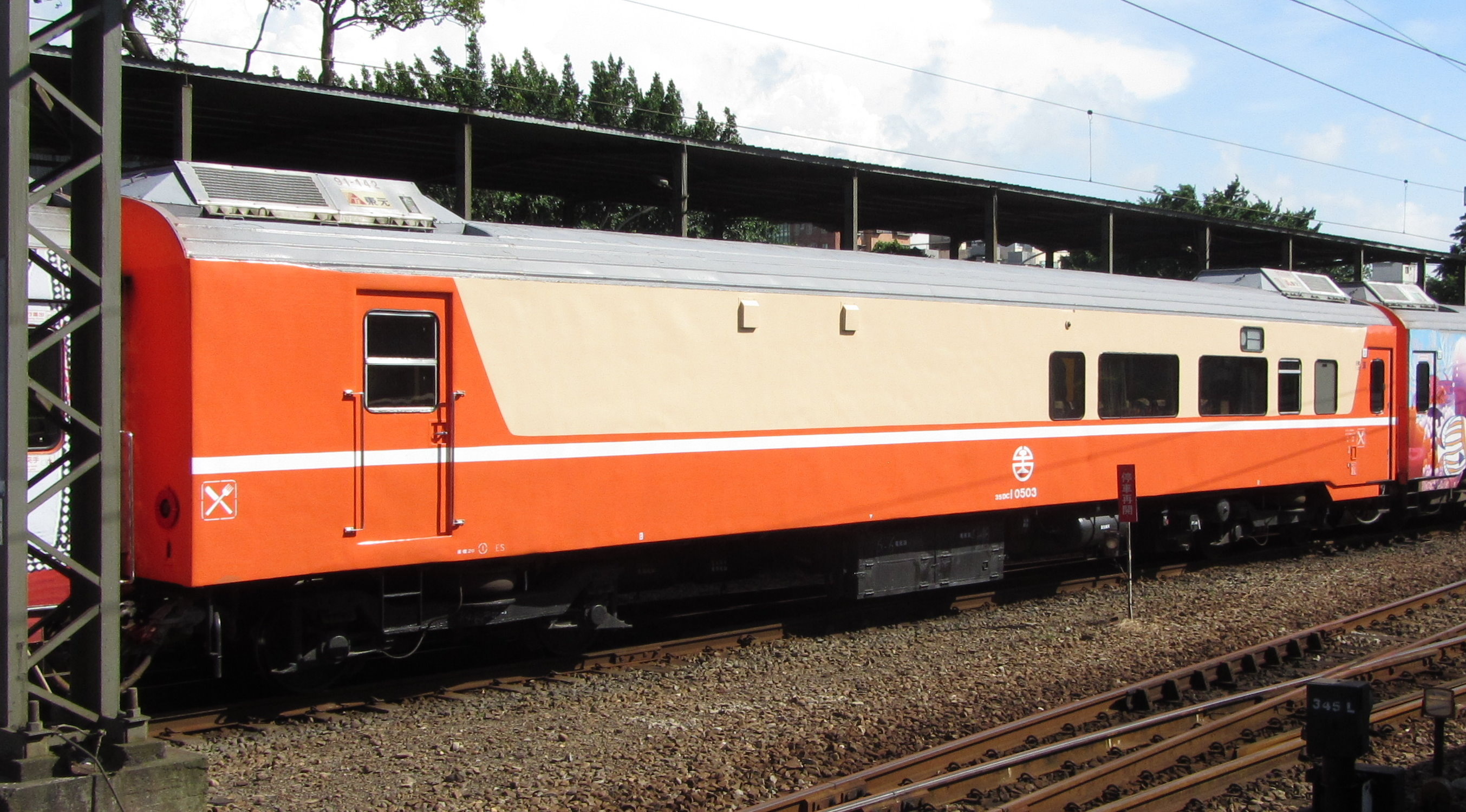
35DC10500型餐車
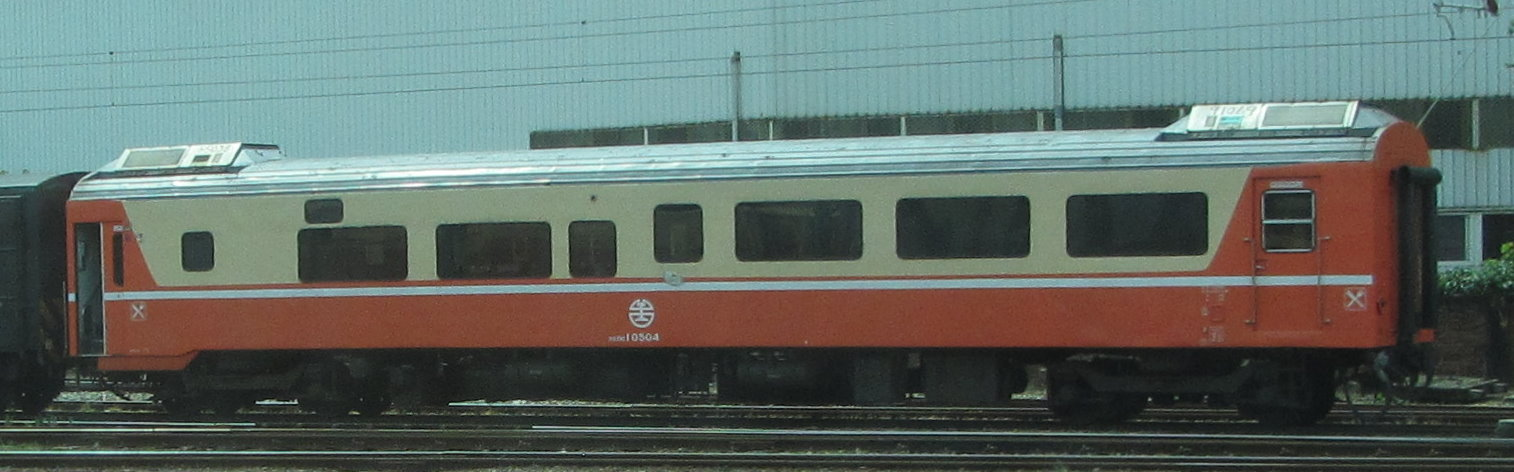
35DC10504號
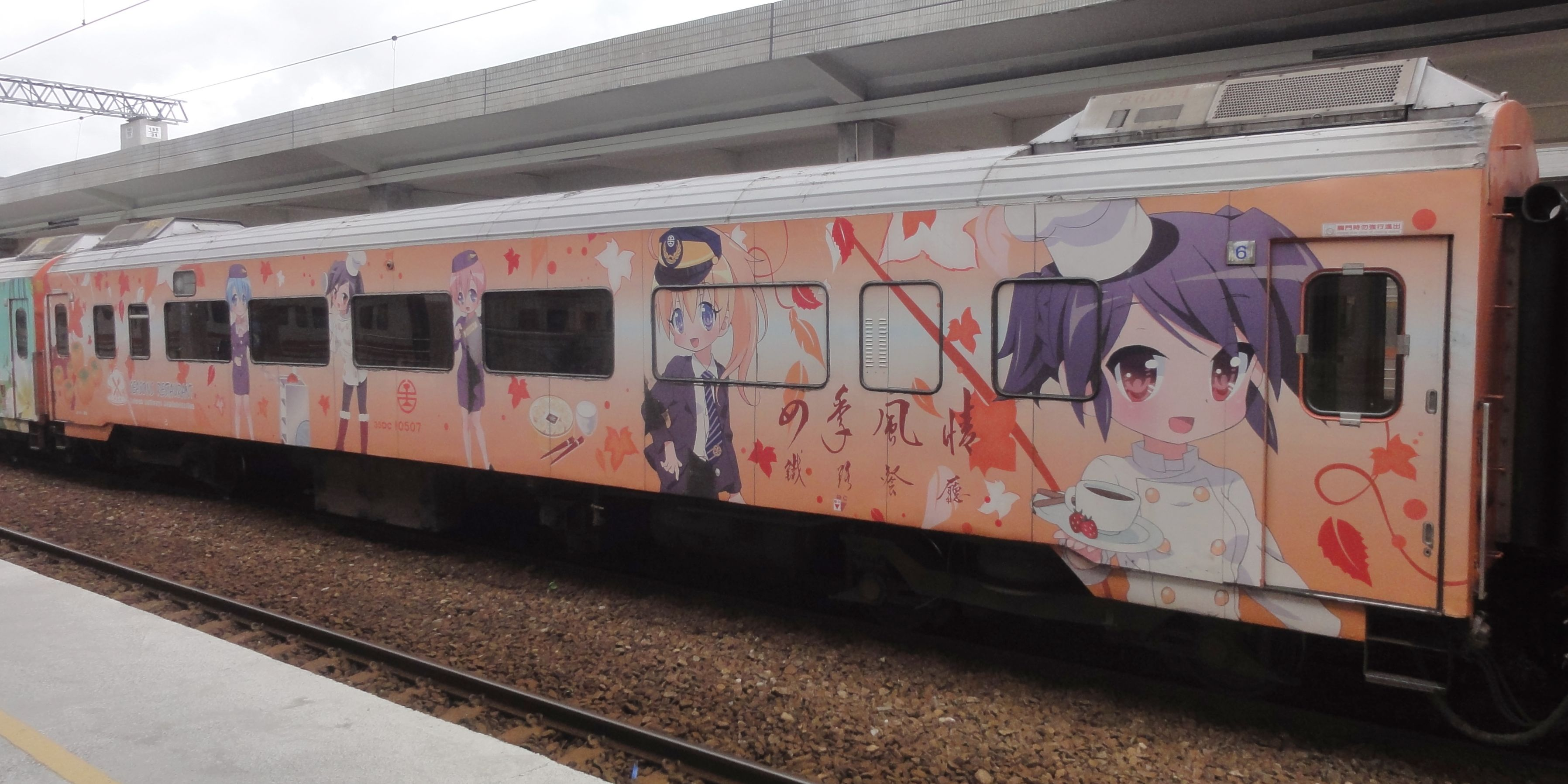
35DC10507號
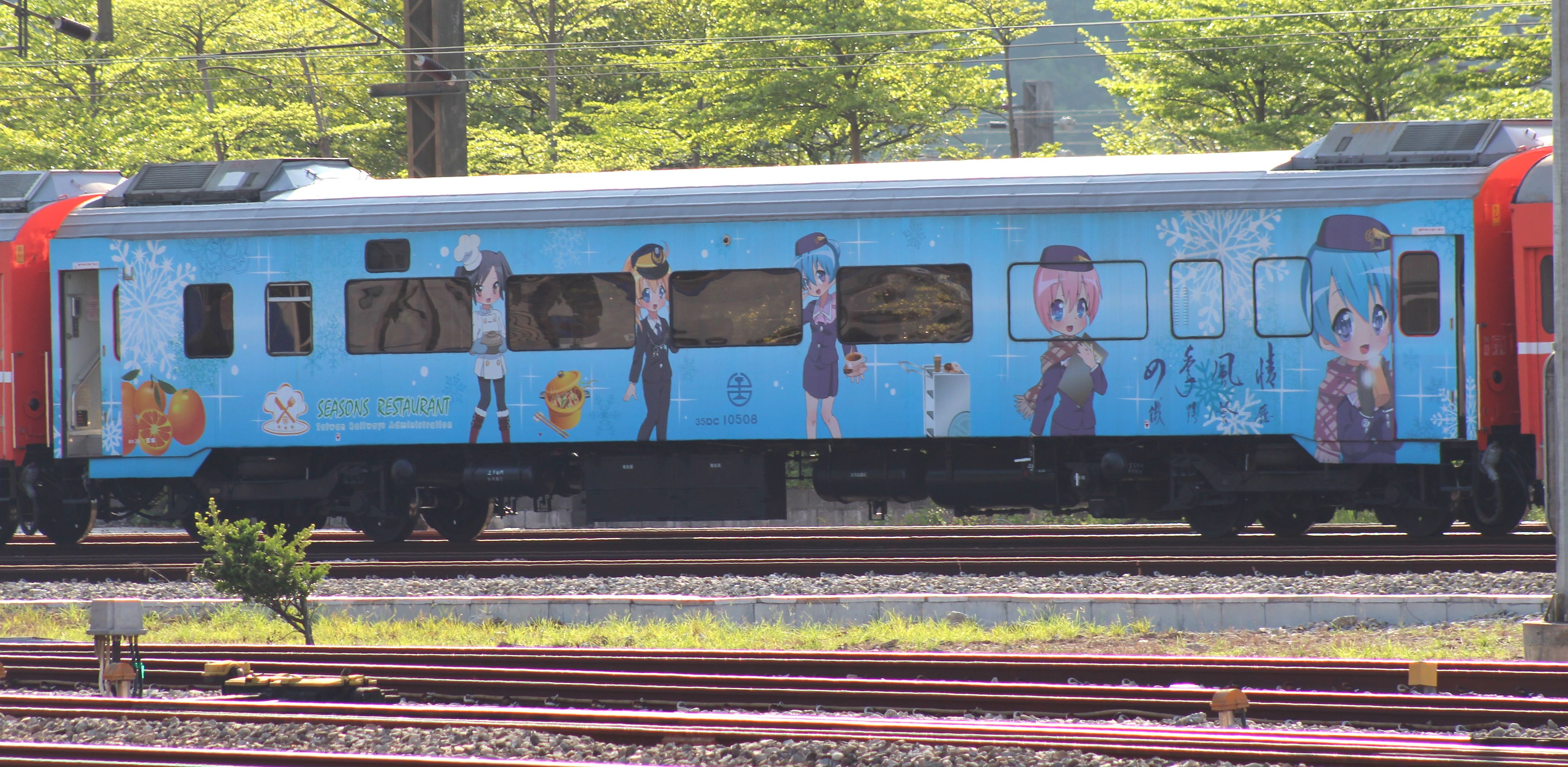
35DC10508號

- 35DC10503號
- 35DC10504號
- 35DC10507號
- 35DC10508號

- 35PC10500型客廳車

- 35PC10501號
- 35PC10503號

- 35BCK10600型商務車

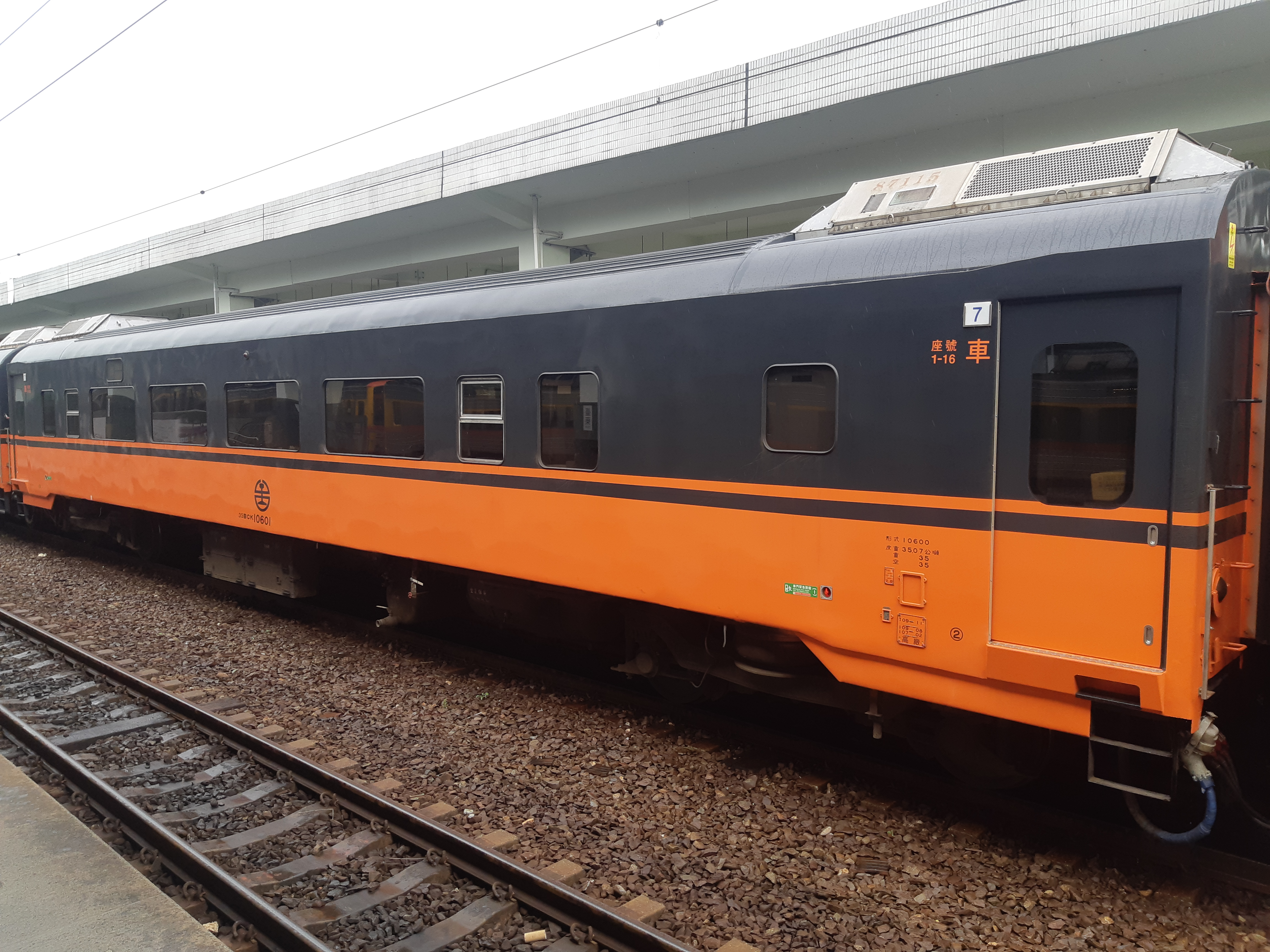
35BCK10601號
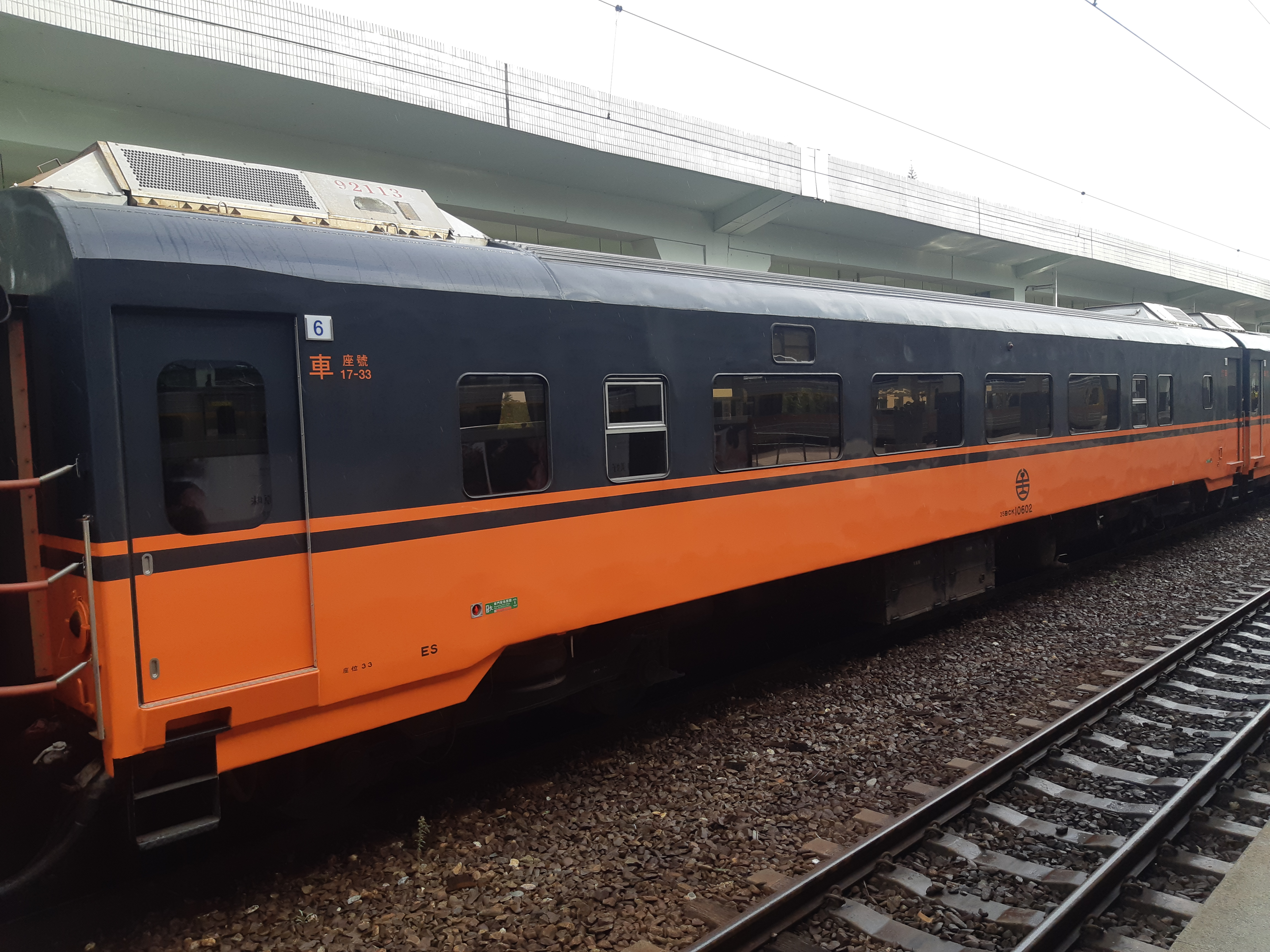
35BCK10602號
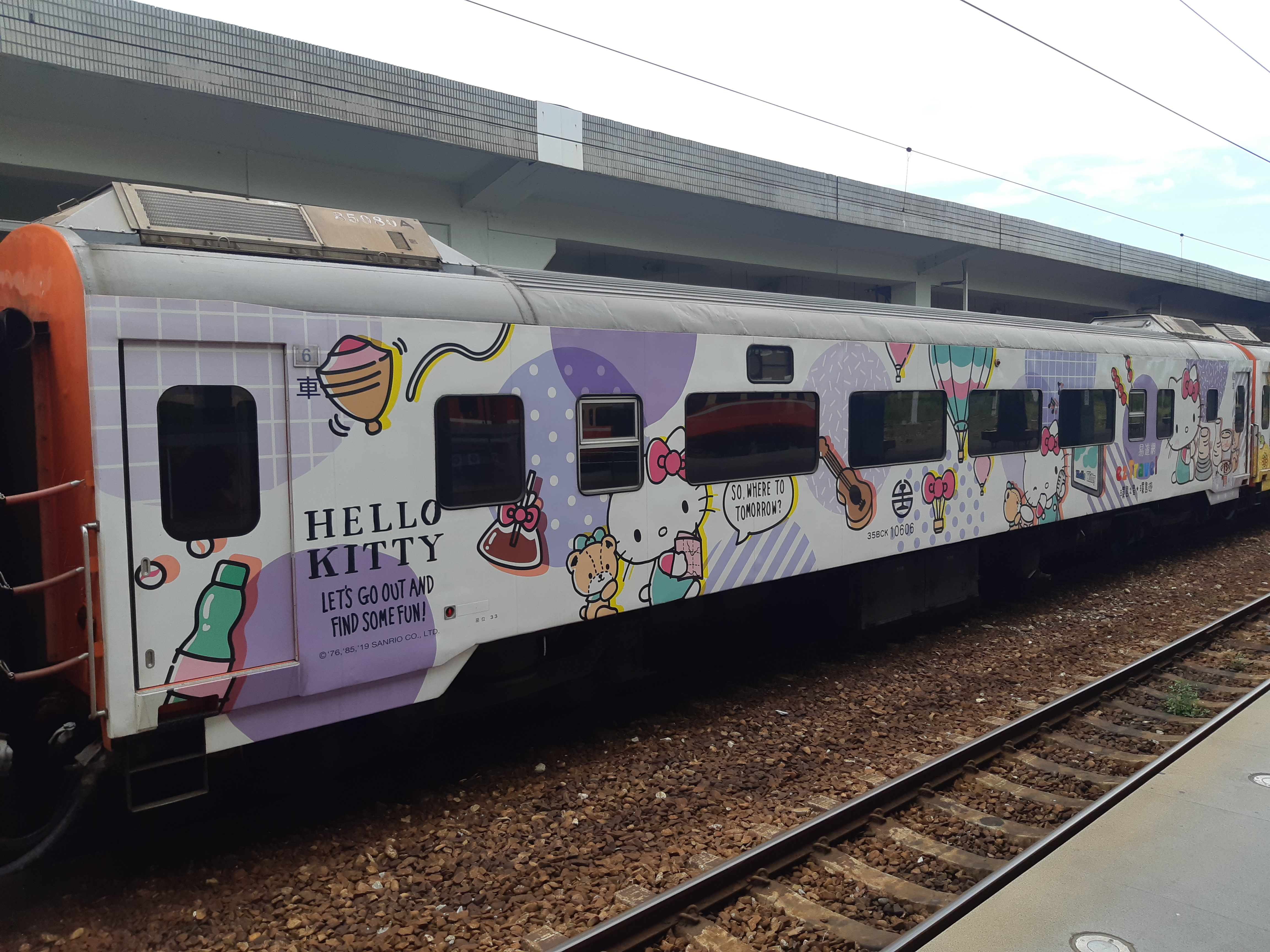
35BCK10606號
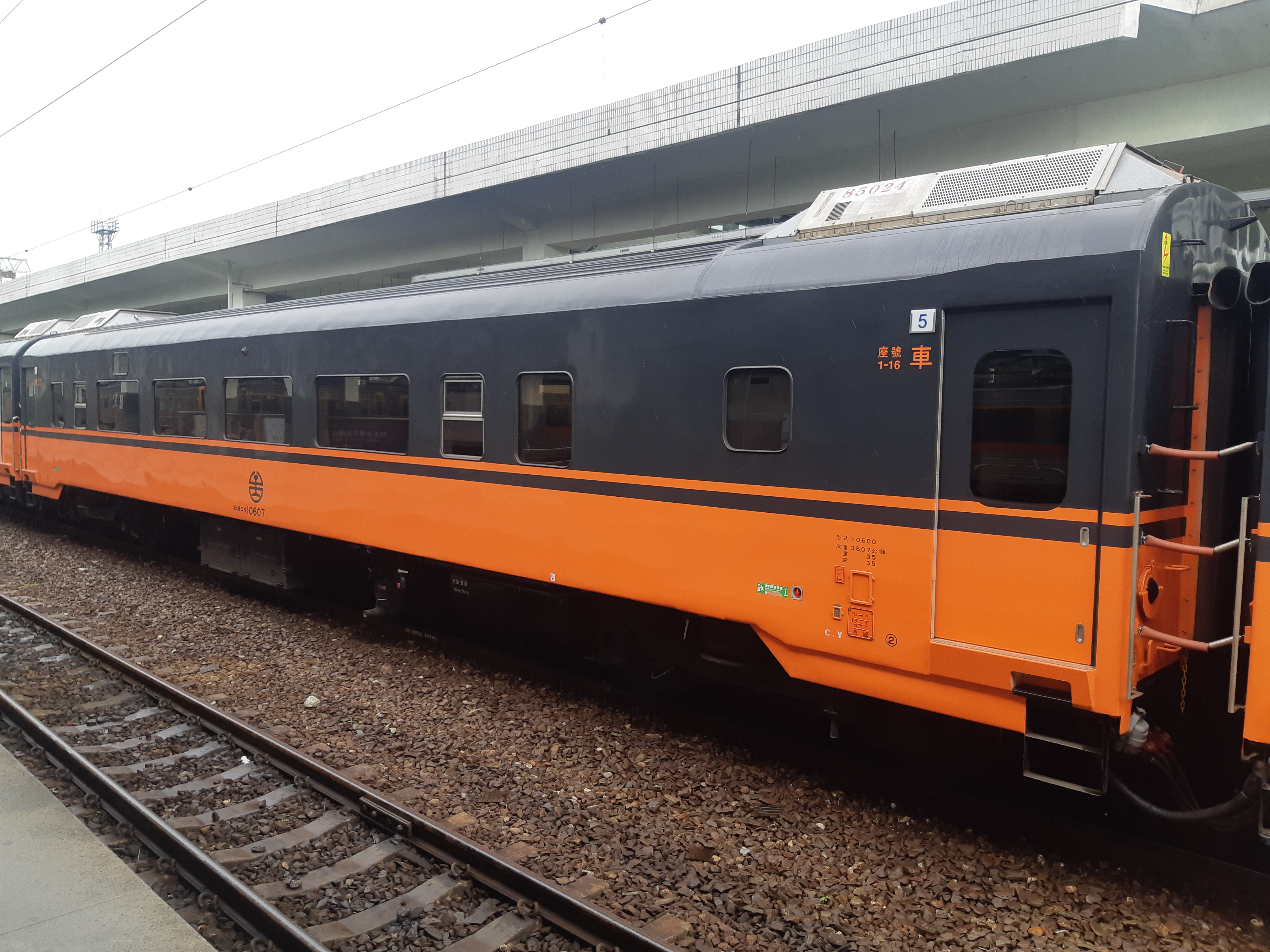
35BCK10607號
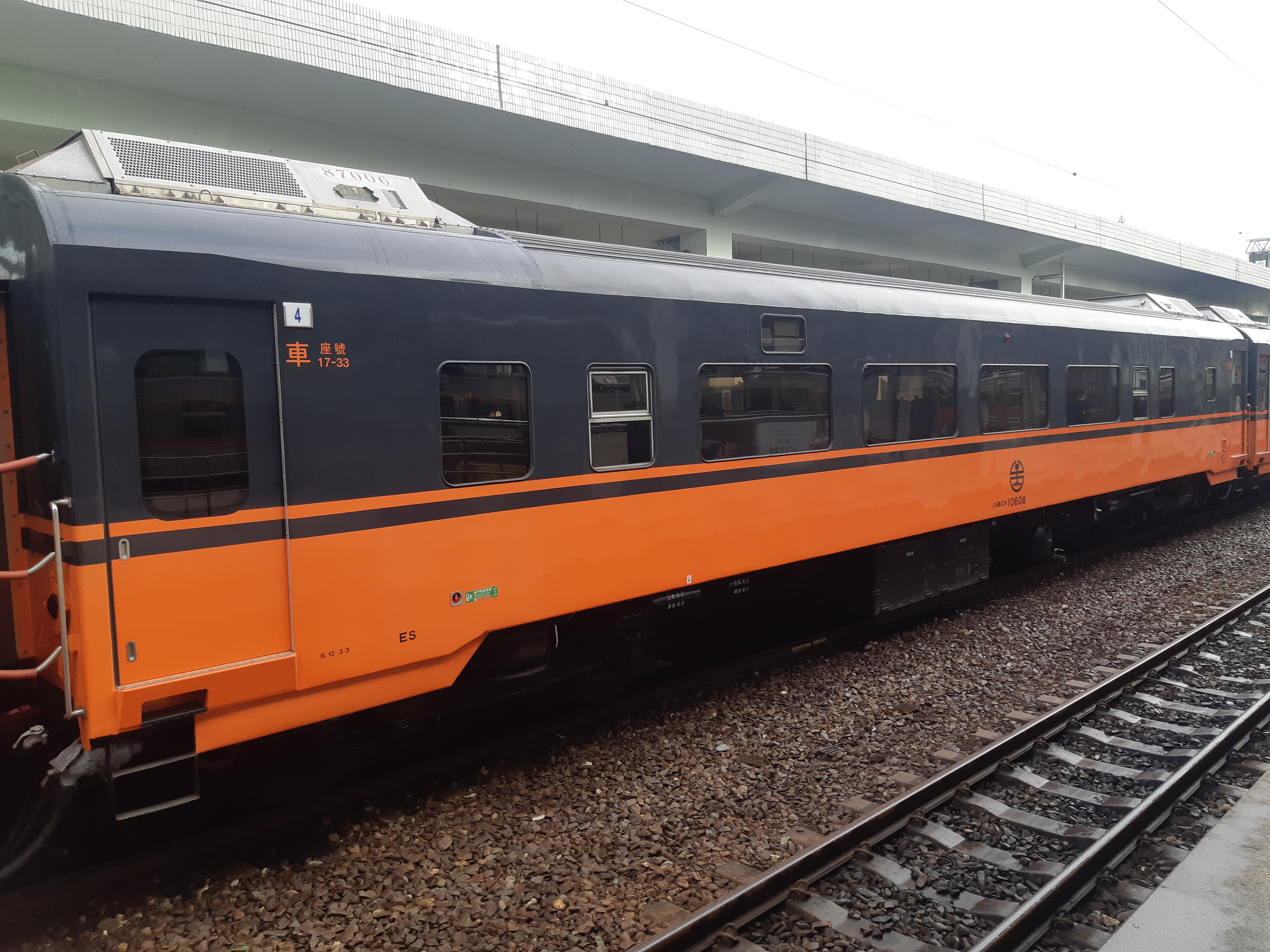
35BCK10608號
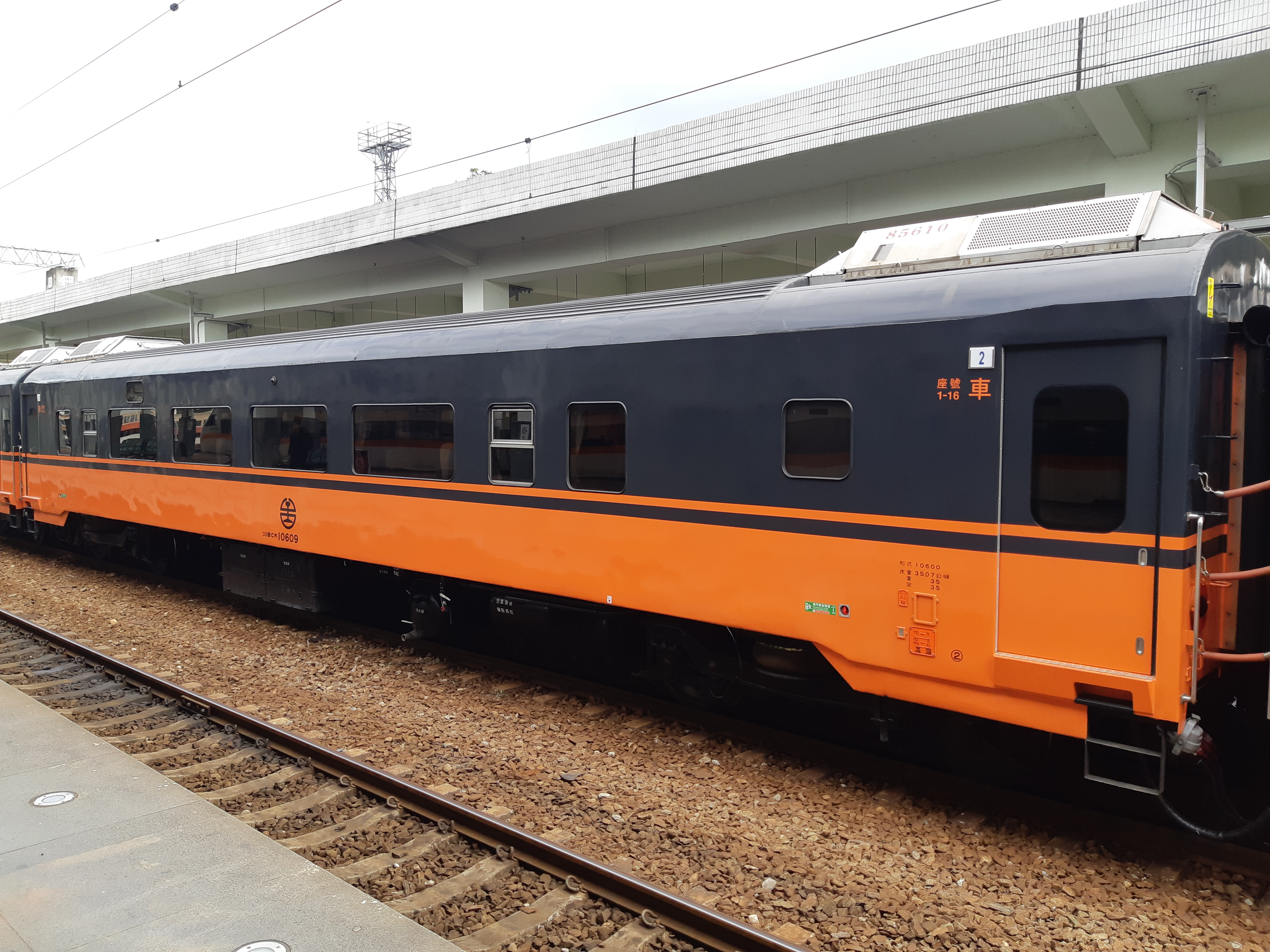
35BCK10609號
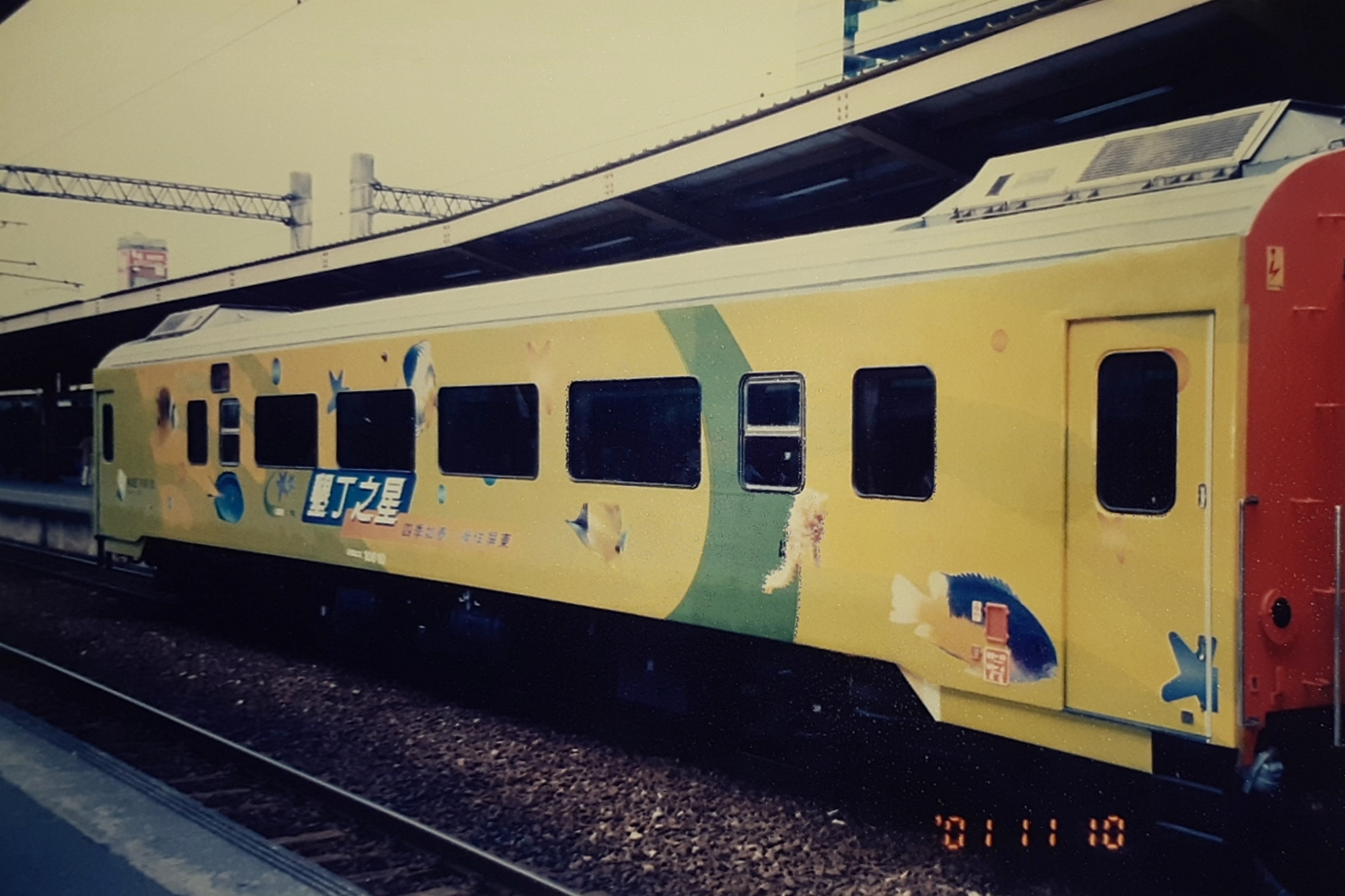
墾丁之星彩繪時的35BCK10610號
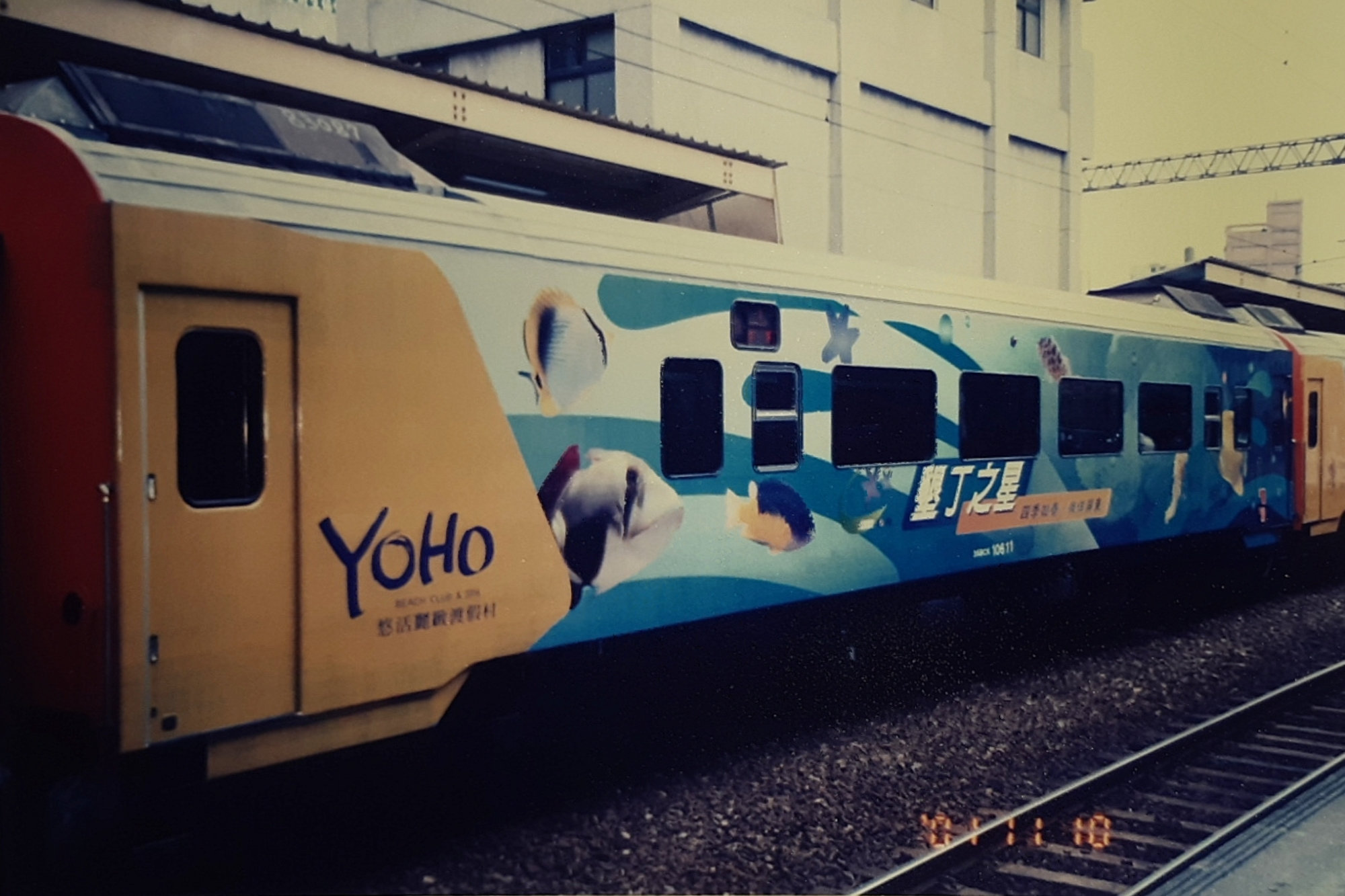
墾丁之星彩繪時的35BCK10611號
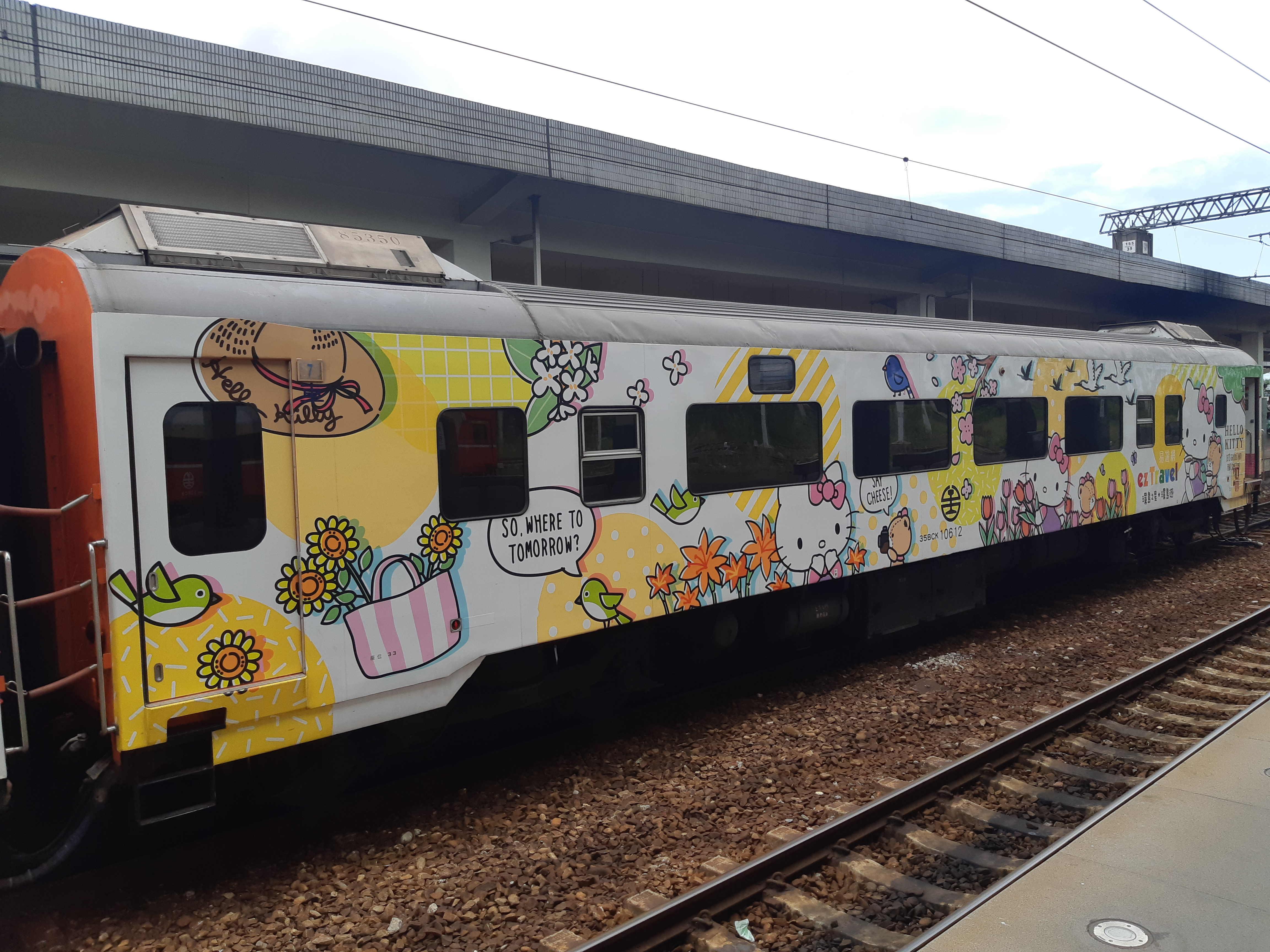
35BCK10612號

- 35BCK10700型商務車

- 35BCK10701號
- 35BCK10705號
- 35BCK10707號

## 關連項目
- 台鐵10400系鋼體客車
- 台鐵10600系鋼體客車
- 莒光號列車
- 鳴日號列車